# Höchst, Vorarlberg
Höchst  är en ort och kommun i distriktet Bregenz i förbundslandet Vorarlberg i Österrike. Kommunen gränsar i norr till Bodensjön och i söder till floden Rhens ursprungliga sträckning, Alter Rheinlauf, som här utgör gräns mot Schweiz.